# Uropsilus andersoni
Espèce
Statut de conservation UICN

 DD  : Données insuffisantes
Uropsilus andersoni est une espèce de Mammifères appartenant à la famille des Talpidés (Talpidae). Cette minuscule taupe, qui fait partie des musaraignes-taupes, se rencontre uniquement en Chine.

## Habitat et répartition

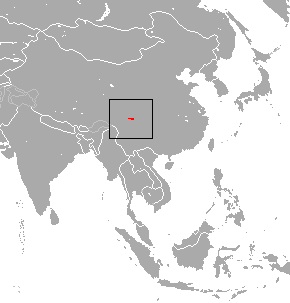
Carte de répartition en Chine

Uropsilus andersoni est un animal terrestre.
C'est une taupe est originaire de Chine, au Sichuan.

## Classification
Cette espèce a été décrite pour la première fois en 1911 par le zoologiste britannique Michael Rogers Oldfield Thomas (1858-1929).
Classification plus détaillée selon le Système d'information taxonomique intégré (SITI ou ITIS en anglais) :
 Règne : Animalia ; sous-règne : Bilateria ; infra-règne : Deuterostomia ; Embranchement : Chordata ; Sous-embranchement : Vertebrata ; infra-embranchement : Gnathostomata ; super-classe : Tetrapoda ; Classe : Mammalia ; Sous-classe : Theria ; infra-classe : Eutheria ; ordre : Soricomorpha ; famille des Talpidae ; sous-famille des Uropsilinae ; genre Uropsilus.
Traditionnellement, les espèces de la famille des Talpidae sont classées dans l'ordre des Insectivores (Insectivora), un regroupement qui est progressivement abandonné au XXIe siècle.